# 4th and Loud
4th and Loud fue una serie de televisión estilo reality que debutó el 12 de agosto de 2014 en el canal AMC. La serie relataba los pormenores del equipo de fútbol americano Los Angeles Kiss, propiedad de los músicos Gene Simmons y Paul Stanley (de la banda de rock Kiss) en la Arena Football League estadounidense. La cadena AMC anunció que no renovaría la serie, por lo que no se lanzaría una segunda temporada en dicho canal.

## Protagonistas
- Gene Simmons – Copropietario
- Paul Stanley – Copropietario
- Doc McGhee – Mánager de Kiss
- Brett Bouchy – Copropietario
- Schuyler Hoversten – Presidente del equipo
- Bob McMillen – Entrenador
- Bruno Silva – Entrenador[3][4]

## Episodios
1. "A New Arena" (12 de agosto de 2014)
2. "Under Pressure" (19 de agosto de 2014)
3. "History Begins" (26 de agosto de 2014)
4. "The Fall Guy"	(2 de septiembre de 2014)
5. "Changing of the Guard" (9 de septiembre de 2014)
6. "Paranoid Activity" (16 de septiembre de 2014)
7. "Marked Man" (23 de septiembre de 2014)
8. "Prodigal Son Returns"	(30 de septiembre de 2014)
9. "Boiling Over"	(8 de octubre de 2014)
10. "Day of Reckoning" (14 de octubre de 2014)